# Nimble Quest
Nimble Quest est un jeu vidéo mêlant action-RPG et snake développé et édité par NimbleBit, sorti en 2012 sur Windows, Mac, Linux, Ouya, iOS et Android.

## Accueil
- Gamezebo : 4,5/5[1]
- TouchArcade : 5/5[2]